# كليفورد كوفين
كليفورد كوفين (بالإنجليزية: Clifford Coffin)‏ هو مصور أمريكي، ولد في 18 يونيو 1913 في سالم في الولايات المتحدة، وتوفي في 2 مارس 1972 في باسادينا في الولايات المتحدة.